# Martha Vande Walle
Martha Vande Walle (Izegem, 6 december 1902 - Knokke-Heist, 23 oktober 1980) was een Belgisch uitgever.

## Levensloop
Martha Vande Walle was een dochter van Izegemse handelaars en liep school in Izegem aan het Ave-Maria-instituut en in Sint-Niklaas in de kostschool van de ursulinen. Vervolgens volgde zij lessen aan de Katholieke Hogeschool voor Vrouwen in Antwerpen.
Onder de invloed van haar broers werd ze Vlaamsgezind. Ze trad toe tot de Vlaamse Meisjesbeweging en speelde weldra een leidinggevende rol als organisatrice van de West-Vlaamse bonden. In 1919 stichtte ze een eerste afdeling in Ichtegem. Op een gouwdag van deze vereniging in Gistel (1920) maakte ze kennis met Cyriel Verschaeve, met Robrecht de Smet, maar ook met Karel Dubois. 
Van 1923 tot 1933 was ze redactiesecretaris van het tijdschrift Gudrun, het orgaan van de katholieke meisjesbeweging. Van 1926 tot 1930 was ze secretaris van de West-Vlaamse bond van de meisjesbeweging. Ze was ook medeoprichter van de meisjesafdeling van het Dietsch Studentenverbond.
In 1937 werd ze redactielid van het tijdschrift Dietsland - Suid Afrika, uitgegeven door de Sint-Pietersabdij van Steenbrugge.

## De uitgeverijen
In 1932 stichtte Martha Vande Walle, met de financiële steun van Jozef en Maria Lootens de uitgeverij Zeemeeuw. De naam verwees naar een door Verschaeve vaak gebruikt pseudoniem. De uitgeverij had als uitsluitende doelstelling werk van en over de priester-dichter te publiceren. De eerste aanzienlijke uitgave, vanaf 1935, bij zijn zestigste verjaardag, was die van zijn verzamelde werken.
Vanaf 1935 werkte Vande Walle ook onder de uitgeversnaam Wiek Op. Deze imprint werd gebruikt voor alle andere publicaties die zij bezorgde, van auteurs zoals Stijn Streuvels, Jan Albert Goris, Wies  Moens, Bert Peleman, Ernest Van der Hallen, Renaat Joostens, Arthur De Bruyne, Beatrijs Van der Hallen, Raphaël Rubbrecht, Maria Montessori, Karel Constant Peeters, Karel Vertommen, Félicien de Paradé, Vital Celen, Leo Delfos, Marie Koenen, Albe, Pieter van der Meer de Walcheren, Edgard Delvo, Albert Westerlinck, Gaston Vandewoude, Reinier Ysabie, Arnoldus Smits o.s.b., Edgar Boonen, Stan Leurs, Emile Buysse, Desiderius Adolf Stracke, Anton Van de Velde en Jean-Marie Gantois. In totaal werden het 89 boeken vanwege 45 auteurs. Het grafisch ontwerp van de meeste boeken werd toevertrouwd aan de graficus Jos Leonard.
In 1943-1944 publiceerde ze verschillende teksten van Verschaeve, in het Frans vertaald, onder de imprint Editions de Flandre.
In 1945 richtte haar vriendin Marie Moles le Bailly (1906-1990) voor haar een uitgeverij op die publiceerde onder de namen Voorland, Occident en Biblon. Voor uitgaven van Zuid-Afrikaanse literatuur werd de imprint De Fontein gebruikt, met zetel in Brugge en Utrecht.

## Oorlog en later
Begin 1940 bracht Vande Walle haar Joods-Nederlandse vriendin Loes Wijnhausen naar Bretagne, van waaruit deze naar Zuid-Afrika uitweek. Na enkele weken kwam Martha naar België terug.
Ze vervolgde er haar activiteiten van uitgeefster en gaf vooral uit onder de naam Wiek Op. Hoewel ze zich tijdens de Tweede Wereldoorlog in Vlaamse collaboratiemilieus bewoog, weerhield ze zich van actieve deelname. Men kon weinig kritiek hebben op de strekking van de door haar gepubliceerde werken.
Het belet niet dat ze in 1944 werd vervolgd. Haar woning werd geplunderd en haar uitgeverij werd onder sekwester geplaatst, met verbod nog verder uit te geven. In april 1947 werd ze buiten vervolging gesteld en kon ze opnieuw haar gewone activiteiten hernemen.
Het jaar daarop vertrok ze naar Zuid-Afrika, waar ze tot in 1951 verbleef. Toen ze nadien weer naar België kwam, en haar intrek nam in de villa Waalwijk in Knokke-Zoute, besteedde ze opnieuw veel tijd aan het onderhouden van de nagedachtenis van Cyriel Verschaeve. Tussen 1954 en 1961 bezorgde ze een nieuwe uitgave van zijn Verzamelde werken en dit was meteen de gelegenheid voor de oprichting in 1960 van de vzw Jozef Lootensfonds, met financiële middelen verstrekt door Jozef en Maria Lootens. Ze werkte aan het verzamelen van documenten van en over Verschaeve, wat de basis vormde van het Verschaevearchief. Ook de archieven van haar uitgeverijen hield ze zorgvuldig bij.
Nadat het Verschaevearchief na de dood van Martha Van de Walle verder werd bewaard en aangevuld door het Lootensfonds, werd het in 2002-2003 overgedragen aan het Archief en Documentatiecentrum voor het Vlaams Nationalisme (ADVN). Hetzelfde gebeurde met het grootste deel van het archief Martha Van de Walle, waarvan nochtans een gedeelte door de familie verkocht werd via het Brugse veilingshuis Marc Van de Wiele.